# Нові Дубровки
Нові Дубро́вки (рос. Новые Дубровки, ерз. Новые Дубровки) — присілок у складі Ковилкінського району Мордовії, Росія. Входить до складу Мордовсько-Вечкенінського сільського поселення.
Населення — 122 особи (2010; 127 у 2002).
Національний склад станом на 2002 рік:
- мордва — 80 %